# Cambia (distrito)
Cambia (em inglês: Kambia) é uma distrito da Serra Leoa localizado na província do Norte. Sua capital é a cidade de Cambia. Segundo censo de 2015, havia 345 474 habitantes. Sua área é de 3 108 quilômetros quadrados.